# Гёте (кратер)
Гёте (англ. Goethe) — 383-километровый ударный кратер, расположенный на Меркурии по координатам 78°30′ с. ш. 44°30′ з. д. / 78,5° с. ш. 44,5° з. д.. Назван в честь немецкого поэта Иоганна Вольфганга фон Гёте (1749—1832). Большинство ученых определяют этот кратер как бассейн.

Часть кратера Гёте с окрестностями. Диаметр кратера в верхнем левом углу — 26 км.
Изображение охватывает небольшую часть дна бассейна Гёте. Темный кратер в центре имеет 27 км в диаметре.